# Дулоев, Рустам
Рустам Дулоев (род. 15 апреля 1961, Дахана, Таджикистан) — таджикский, российский и итальянский оперный певец (тенор). В его оперный репертуар вошли в основном лирические партии. Его концертный репертуар охватывает арии из итальянских опер Верди и Пуччини и итальянские, неаполитанские, таджикские, персидские и русские народные песни. Народный артист Таджикистана (2006).

## Биография
Учился в Московской Государственной консерватории им. П. И. Чайковского и в Государственной консерватории Узбекистана «Ашарфи». Он профессионально дебютировал в Национальном театре оперы и балета им. Айни Республики Таджикистан, принял участие в многочисленных турне и пел во многих оперных театрах бывшего Советского Союза, таких, как Геликон и Академический музыкальный театр им. Станиславского и Немировича-Данченко (Москва), Мариинский театр (Санкт-Петербург), в оперных театрах в Тбилиси, Баку, Ташкенте, Алматы. Под руководством дирижёров Вайсса и Гелавани, в Большом театре выступил в роли Герцога в «Риголетто» и Хозе в «Кармен».
После этого он продолжил своё образование в Италии, получив диплом Академии Oперного Искусства в Озимо (художественный руководитель Раина Кабаиванска, сопрано). Стажировался в Милане, в Академии Ла Скала у знаменитой Лейлы Генчер и у таких корифеев, как Тонини, Д’Амико и Терранова (Маэстро Хозе Каррераса). В США, в Нью-Йорке, стажировался у известного тенора Франко Иглесиаса (педагог Пласидо Доминго). В настоящее время артист ежегодно консультируется у Пласидо Доминго. Певец, кроме постоянных сценических и концертных выступлений, занимается и преподавательской деятельностью. Он читал лекции по мастерству бельканто в Университете Альберта в Канаде, а также проводит мастер классы в Италии, Канаде и в других странах.

## Награды и записи
Лауреат международных конкурсов. Из последних — Лауреат Международного конкурса Марио Ланца (2007), Лауреат Международного Конкурса Оперных Певцов в Венеции и Лауреат Международного оперного конкурса в Палермо (2008).
Он имеет несколько государственных наград. Имеет звание «Народный Артист Республики» Таджикистана.
Рустам Дулоев записал диск «Арии из итальянских опер» с итальянским дирижёром Маэстро Тонини,
2 трека на CD под названием «Фалак: голос судьбы» для Архивов Британской Библиотеки (Выпуск: июнь 2006 года).